# Phủ Lý
Phu Ly is een stad in Vietnam en is de hoofdplaats van de provincie Hà Nam. Phu Ly telt naar schatting 14.000 inwoners.